# Anschläge von Casablanca
Die Anschläge von Casablanca vom 16. Mai 2003 waren aufeinander abgestimmte Selbstmordanschläge auf jüdische Einrichtungen und Orte westlichen Lebensstils in Casablanca (Marokko).
Zwölf Selbstmordattentäter aus den Slums von Casablanca töteten 33 Menschen und sich selbst. Über 100 Menschen, davon 97 Muslime, wurden verletzt.

## Täterschaft
Zwei weitere Attentäter konnten festgenommen werden. Alle vierzehn Attentäter  waren marokkanische Staatsangehörige. Vier weitere Mittäter wurden zum Tode verurteilt, weitere 30 erhielten lebenslange Haftstrafen wegen der Vorbereitung weiterer Anschläge.
Die Anschläge waren islamistisch motiviert; sie werden der Gruppierung Salafiya Jihadia zugerechnet.

## Folgen/Einordnung
Wenige Tage zuvor hatte Al-Qaida ähnliche Selbstmordattentate in Riad verübt.
Die Attentate veränderten die politische Atmosphäre in Marokko. In einer Reaktion auf die Attentate bezeichnete der marokkanische König Mohammed VI. den Kampf gegen den Terrorismus und die Demokratisierung und Modernisierung des Landes als gleichgewichtige Aufgaben. Es wird befürchtet, dass Marokko auch weiterhin eine Rekrutierungsbasis für terroristische Gruppen bleibt. Die Sicherheitsbehörden haben mehrere terroristische Netzwerke aufgedeckt, die zum Teil auch mit Vertretern des marokkanischen Militärs, der Polizei und der Gendarmerie verbunden waren.
Im März und April 2007 sprengten sich in Casablanca sieben Attentäter in die Luft. Ein Mensch starb, etwa 40 wurden verletzt.